# 滄浪詩話
『滄浪詩話』（そうろうしわ）は、南宋時代の漢詩の論書。宋以降盛んになった「詩話」で最も著名である。
1230年代に書かれ、著者の厳羽は邵武軍邵武県出身。字は儀卿。書名はその号である「滄浪逋客」にちなむ。

## 概要
詩弁・詩体・詩法・詩評・考証の五篇から成り、非常に整然とした体系性を持っている。単なる印象批評を排し、「詩弁」では詩の原理を論じ、「詩体」では詩の形式規則を論じ、「詩法」では修辞に関わる技法を論じ、「詩評」では詩人および作品について個別的に論じ、「考証」では個々の作品に関して考証を施す等、きわめて理論的な内容である。これは、従前の詩話が個々の詩人や作品についての随想を集めただけの非体系的なものであるのとは大きく相違し、本書の名を高からしめる要素ともなっている。
禅の思想に基づいて詩を論ずるのをその特徴とするが、江西詩派や韓愈・白居易ら中晩唐の詩人を重んずる当時の風潮に反発して、詩には「別材」「別趣」ありといい、禅に妙悟があるように詩作にも妙悟があると唱える。詩人の第一要件は天賦の才であると主張、妙悟の境地に到達した究極の詩人として李白･杜甫の名を挙げ、盛唐の詩特有の「興趣」を理想に据えた。加えて、『楚辞』や漢魏詩を高く評価するのも『滄浪詩話』の特徴である。
時代が下るにつれて本書の見解はその影響力を増して行き、とくに明代中期以降は詩風の基軸として持てはやされた。清の王士禎が唱えた「性霊説」も、本書の詩論に拠るところが大きい。後世、詩話には珍しく注釈本がいくつか世に出ているのが、多くの読者を獲得した証左といえよう。

## 訳注
- 『滄浪詩話』 荒井健訳注 -「中国文明選13 文学論集」朝日新聞社、1972年。他は興膳宏訳注「詩品」
- 『滄浪詩話』 市野沢寅雄訳注 -「中国古典新書」明徳出版社、1976年